# Kameanuvatka, Bratske
Kameanuvatka (în ucraineană Кам'януватка) este un sat în așezarea urbană Bratske din regiunea Mîkolaiiv, Ucraina.

## Demografie
Componența lingvistică a localității Kameanuvatka
     Ucraineană (93,83%)
     Română (4,37%)
     Rusă (1,03%)
Conform recensământului din 2001, majoritatea populației localității Kameanuvatka era vorbitoare de ucraineană (93,83%), existând în minoritate și vorbitori de română (4,37%) și rusă (1,03%).